# 学校法人旭学園
学校法人旭学園(がっこうほうじんあさひがくえん)とは、佐賀県佐賀市にある学校法人である。

## 沿革
- 1897年 中島ヤスにより設置された家塾にはじまる。
- 1951年 佐賀女子高等学校を設置。
- 1966年 佐賀女子短期大学設置。
- 1969年 佐賀女子短期大学附属ふたば幼稚園および佐賀女子短期大学附属ひしのみ幼稚園を設置。
- 1970年 佐賀女子高等学校衛生看護専攻科設置。
- 1978年 佐賀女子短期大学付属佐賀女子高等学校に改称。
- 1978年 佐賀女子短期大学附属佐賀女子高等学校衛生看護専攻科に改称。
- 1986年 学園創立90周年、佐賀女子短期大学創立20周年記念式典が行なわれる。
- 1997年 学園創立100周年記念式典が実施される。
- 2005年 校地西に隣接する旧佐賀球場跡地のうち佐賀市道にかかる部分など一部以外を取得。
- 2023年
  - 2月 佐賀県武雄市と大学設置に関する包括連携協定締結を発表、早ければ2025年、または2026年に四年制大学の開設を目指すとしている。
  - 6月 新しく武雄市に開設する四年制大学の名称を「武雄アジア大学（仮称）」とすることを発表した。
  - 8月 開設予定年度を2026年度とすることを発表。
- 2024年
  - 2月 東アジア地域共創学部の1学部とすることを発表。
  - 7月 学長予定者として国立民族学博物館名誉教授で文化人類学者の小長谷有紀氏を選出、発表。
  - 11月 文部科学大臣より大学設置・学校法人審議会への諮問が行われたことが公表される。東アジア地域共創学部 東アジア地域共創学科の1学部1学科。観光・地域マネジメントコース、アジア・メディアコンテンツコースが設けられる予定。定員は140名。

## 学園訓
- 順和
- 礼譲
- 敬愛
- 奉仕

## 設置学校
- 佐賀女子短期大学
- 佐賀女子短期大学付属佐賀女子高等学校
- 佐賀女子短期大学付属ふたばこども園
- 佐賀女子短期大学付属ひしのみこども園